# Трофименко Вадим Всеволодович
Вади́м Все́володович Трофи́менко (нар. 30 квітня 1961, м. Запоріжжя) — український політик. Колишній Народний депутат України.

## Освіта
У 1984 р. закінчив Запорізький машинобудівний інститут за фахом інженер-механік.

## Кар'єра
- 1984–1986 — служба в армії.
- З 1986 — змінний майстер, інженер-наладник ВО «Моторобудівник».
- З 1993 — комерційний директор ТОВ «Хайфед».
- З 1995 — голова правління ЗАТ «Англо-українська інвестиційна компанія».
- З 1997 — начальник відділу з випуску та обігу цінних паперів ТОВ «Арекс», м. Запоріжжя.

## Сім'я
Одружений. Має чотирьох дітей.

## Парламентська діяльність
Народний депутат України 4-го скликання з 14 травня 2002 до 25 травня 2006 від Блоку Віктора Ющенка «Наша Україна», № 42 в списку. На час виборів: начальник відділу з випуску та обігу цінних паперів ТОВ «Арекс» (м. Запоріжжя), безпартійний. Член фракції «Наша Україна» (травень 2002 — вересень 2005), член фракції політичної партії «Реформи і порядок» (з вересня 2005). Голова підкомітету з питань боротьби з організованою злочинністю і корупцією у сфері економіки та приватизації Комітету Верховної Ради України з питань боротьби з організованою злочинністю і корупцією (з червня 2002).
Березень 2006 — кандидат в народні депутати України від Громадянського блоку «ПОРА-ПРП», № 25 в списку, член ПРП.
Народний депутат України 6-го скликання з 23 листопада 2007 до 12 грудня 2012 від «Блоку Юлії Тимошенко», № 157 в списку. На час виборів: тимчасово не працював, член ПРП. Член фракції «Блок Юлії Тимошенко» (з листопада 2007). Член Комітету з питань боротьби з організованою злочинністю і корупцією (з грудня 2007).

## Ресурси інтернет
- Довідник «Хто є хто в Україні», видавництво «К.І.С.»